# Roi des rats
Pour l’article ayant un titre homophone, voir Roi de rats.
Ne doit pas être confondu avec Le Roi des Rats.
Le Roi des Rats (Rat King à l'origine) est l'un des adversaires les plus connus des tortues ninja de la série de comics Les Tortues ninja, créé par Jim Lawson (dessinateur de comic). Il est l'un des rares ennemis des Tortues à apparaître dans toutes les versions de l'histoire, à l'exception du film.

## Caractéristiques
Bien qu'il ait connu plusieurs incarnations dans les différentes versions de la série, son aspect et ses pouvoirs sont grossièrement restés les mêmes : c'est un être humanoïde, à la chair apparemment putréfiée, dont le corps est recouvert de bandages. Comme le suggère son nom, il est capable de contrôler les rats par télépathie. Il possède en outre une force surhumaine, dont le niveau exact varie selon les continuités.
Le Roi des Rats est un des personnages les plus énigmatiques de la saga : peu de choses sont en général sues sur son origine, et il a tendance à avoir un rôle ambigu, étant tantôt ennemi, tantôt neutre, voire un allié pour les Tortues.

## Apparitions

### Comics
Le Roi des Rats apparaît pour la première fois dans Tales of the Teenage Mutant Ninja Turtles #4, où il n'est nommé qu'à la fin de l'issue. Après avoir passé des jours dans un marécage, il décida de se déplacer dans un parc industriel le temps de l'hiver. Ce déménagement le conduisit à croiser les Tortues et Casey Jones, venus dans le Parc pour s'entraîner. Croyant avoir affaire à des monstres venus envahir son territoire, il s'en prit à eux, et tenta même de livrer Michelangelo en pâture à ses rats. Leonardo parvint finalement à le vaincre en le bombardant de shurikens, puis en le faisant tomber dans un silo.
Dans l'arc "City at War", le Roi des Rats apparaît avec un rôle majeur. Après être entré dans le silo où Leonardo avait vaincu le Roi des Rats, Splinter tomba dans un trou et se blessa à la jambe ; laissé sans aide, il est retrouvé par le Roi des Rats, qui apparut devant lui plusieurs fois au cours de l'arc, souvent pour débattre philosophiquement avec lui et lui donner des conseils cryptés en rêve. Splinter eut bientôt un rêve dans lequel le Roi des Rats lui apparut comme une entité démoniaque ressemblant à un rat, et lui dit de dévorer un rat pour regagner ses forces. Le Roi des Rats dit aussi à Splinter que manger des rats lui avait permis de "trouver ce qu'il cherchait", et déclara également qu'il attendu que Splinter vienne à lui plusieurs fois. Deux mois plus tard, après que le Roi des Rats ait cessé de lui apparaître en rêve, il eut assez de force pour sortir du silo, et retrouva, à sa grande surprise, le corps décédé du Roi des Rats enterré sous les décombres, ses membres brisés et plusieurs shurikens plantés dedans.

### Série animée de 1987
Le Roi des Rats est un ennemi assez récurrent dans la série animée de 1987, faisant de lui l'un des rares méchants du comic à avoir droit à une transition dans le premier dessin animé (les autres étant Shredder, Leatherhead et Baxter Stockman). Cette version contraste en plusieurs points avec l'incarnation du comic : son costume diffère légèrement du comic, sa peau n'est pas en putréfaction et il a des cheveux blonds au lieu de noir. Il est présenté comme un peu moins fort physiquement et beaucoup plus intelligent, capable de créer des bombes chimiques et équivalents.
Dans les premiers épisodes, il ne contrôle pas les rats par son esprit, mais avec une flûte. Même Splinter est sensible à son pouvoir, et a une fois faillit tuer les Tortues sous son contrôle.

### Série animée de 2003
Le Roi des Rats apparaît dans l'épisode Faits comme des Rats, qui est une adaptation de sa première apparition dans le comic. Contrairement à cette dernière, ici, le Roi des Rats survit à son combat avec Leonardo.
Cette version est beaucoup plus fidèle à celle du comic : il possède des compétences physiques surhumaines, contrôle apparemment les rats par télépathie (bien que ce ne soit pas dit directement) et ne parle pratiquement jamais (excepté dans des monologues internes au début et à la fin de l'épisode). La seule différence majeure est que son origine est connue, ou du moins suggérée par le biais de flashback.
Le Roi des Rats était ici à l'origine un clone cyborg nommé "Grand Destructeur", créé par l'Agent Bishop en combinant son propre ADN à celui de Splinter, capturé à ce moment. Cette création était le prototype d'un super-soldat destiné à défendre les humains contre d'éventuelles attaques extra-terrestres. Mais une intervention des Tortues força Bishop à lâcher le clone plus tôt que prévu, et, après un combat, "Grand Destructeur" fut présumé mort dans la destruction du laboratoire. En réalité, il survécut, mais dépourvu de maître, il erra dans les égouts. Ses parties robotiques finirent par tomber, et il muta peu à peu en une forme plus monstrueuse, devenant le Roi des Rats.
Dans l'épisode Faits comme des Rats, les quatre Tortues se rendent dans un chantier abandonné pour s'adonner à une partie de "cache-cache ninja", entraînement particulier visant à développer leur agilité et leur furtivité. Le Roi des Rats, présent sur place, en profite pour enlever Michelangelo pour attirer les autres. Les Tortues interviennent et Leonardo combat la créature qui semble périr dévorée par ses rats.

### Série animée de 2012
À l’origine, il était un scientifique du nom de Victor Falco. Il apparaît pour la première fois dans l’épisode Malin comme un singe (S1 E7), où il travaillait avec le Dr. T. Rockwell sur des expériences basées sur les neurosciences et l’ADN de singe. C’est à ce moment qu’ils furent approchés par les kraangs pour mener des études en parallèle sur du mutagène.
Rockwell était un ancien collègue de Kirby O'Neil, le père d’April, ce qui amène la jeune fille, avec Donatello, à la recherche de celui-ci. Mais lorsqu'ils approchent Falco, ce dernier leur apprend que le docteur Rockwell a disparu. En réalité le docteur avait servi à Falco de cobaye pour l’étude du mutagène, et fut changé en singe. April le comprend, ce qui permet aux tortues d’intervenir, mais trop tard : Falco s’injecte le liquide céphalique du singe mutant, qui avait la capacité de lire dans l’esprit des gens.
Falco devient alors un personnage très puissant, qui peut prévoir ce que vont faire les gens, et parvient très facilement de cette manière à maîtriser les tortues. Donatello essaie de mettre en pratique ce qu’il avait tenté d’apprendre, en vain, avec Splinter : combattre sans réfléchir. Falco ne parvient pas à deviner les intentions de Donatello, et la tortue le met au tapis, ce qui l’oblige à fuir.
Dans Le Roi des rats (S1 E13), Falco se réfugie alors dans un laboratoire de fortune, caché. Il n’a plus que des rats d’égouts pour cobayes, poursuivant ses recherches en neurosciences. Mais les rats rongent les câbles électriques au-dessus de son bureau, et provoquent une explosion. Il se retrouve en contact avec du mutagène et des produits de ses recherches sur les neurosciences en lien avec les rats, tout en étant pris dans un incendie, et se fait dévisager. Il fait alors appel aux rats qui l’entourent, pour l’aider à se sortir de cet enfer, et se réfugie dans les égouts.
Il revêt avec un manteau noir, et un chapeau. Il se bande les bras, les jambes et les yeux. Il a un aspect cadavérique, sa peau a été en très grande partie brûlée. Avec la capacité de communiquer avec les rats, il se fait alors appeler Roi des Rats, et lance son armée de rongeurs dans New York. Les tortues tentent de l’appréhender, mais Splinter se fait contrôler mentalement par le Roi durant sa méditation, qui le force à combattre ses élèves. Mais Leonardo arrive à lui faire reprendre la raison en lui montrant le portrait qu’il gardait au dojo, avec Miwa et Tang Shen. Splinter se relève alors, et vainc le Roi des rats, qui se fait alors emporter par une vague de rongeurs.
Falco continue malgré tout ses expériences scientifiques, cette fois sur les rats. Il utilise les restes de mutagène qu’il possédait, pour se créer une armée de rats mutants géants. Son rêve est de créer une nouvelle espèce d'hommes rats tels que Splinter, et n'est pas loin d'y arriver. Il était déjà parvenu par le passé à trouver une formule de mutagène proche de ce qu’il voulait, transformant déjà un humain en un rat mutant difforme. Mais il trouve la formule qu’il cherchait et peut donc exécuter son plan : il revient dans Des rats et des hommes (S2 E12), et lance son armée de rats mutants géants sur la ville. Il commande lui-même Caligula, le chef de ces rats mutants. Il veut capturer un grand nombre d’humains, et les ramener dans son repaire, prisonniers dans des cages, pour leur injecter son mutagène. Parmi les capturés, Irma, une camarade de classe d'April, et Casey, obligé d'affronter sa phobie des rats. Mais les tortues arrivent à temps, et bien que le Roi des rats arrive à contrôler un temps Splinter, qui se trouvait avec elles, Michelangelo rompt la barrière mentale infligée à son maître, en envoyant "Minette Glacée" (une chatte ayant été accidentellement transformée en crème glacée vivante à la suite du contact du mutagène) au visage du Roi, obligé de prendre la fuite. Les tortues en profitent pour dératiser la zone, et sauver les humains présents. Splinter poursuit le Roi, avant de l’affronter les yeux bandés. Pris de panique et déconcentré par son adversaire, le Roi manque sa cible, et tombe dans un gouffre.
Il fait une dernière apparition dans la saison 4. Il démontré que la chute lui a été fatale et qu'il ne reste plus que son squelette.